# Mademoiselle La La al Circo Fernando
Mademoiselle La La al Circo Fernando è un dipinto a olio su tela (117,2x77,5 cm) di Edgar Degas, databile al 1879 e conservato nella National Gallery di Londra.

## Storia

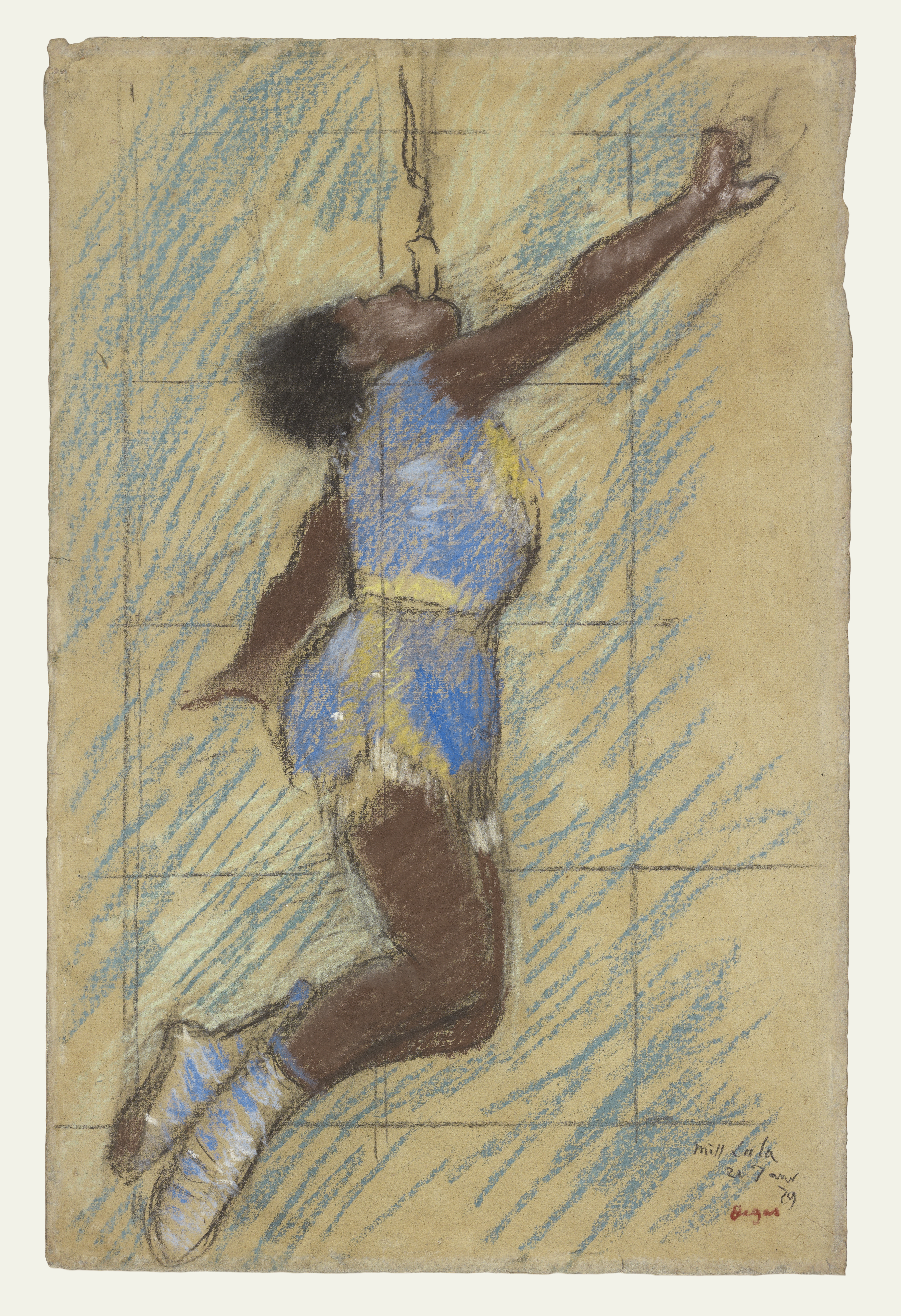
Pastello preparatorio raffigurante il corpo oscillante di mademoiselle La La

Il circo Fernando, di impianto stabile, era frequentato dalla classe media parigina e amato dai giovani pittori dell'epoca: la sua popolarità era tale che in breve tempo divenne oggetto di rappresentazione pittorica in Pierre-Auguste Renoir e Henri de Toulouse-Lautrec (Al circo Fernando), oltre che in Degas. Tra le sue attrazioni più amate vi era una donna mulatta, Mademoiselle La La, acrobata, trapezista e donna forzuta di fama europea. Nota a Parigi come La femme canon, essa si faceva issare reggendosi solo coi denti e come finale dondolava sul trapezio appesa per i piedi reggendo coi denti un cannone che sparava un colpo. 
Il dipinto, presentato alla quinta esposizione impressionista del 1879, fu acquistato dalla National Gallery di Londra con il contributo del Courtauld Fund nel 1925. Uno studio a pastello della figura di Mademoiselle La La è oggi esposto nella Tate Gallery, sempre a Londra.

## Descrizione e stile
In quest'opera Degas non è affatto interessato a raccontare l'audacia del numero interpretato da Mademoiselle La La, bensì intende raffigura il momento in cui ella si libra in aria, con le architetture circensi sullo sfondo: quanto risulta superfluo per questa narrazione, come il pubblico, il trapezio o la sagoma rotonda del circo, viene opportunamente eliminato. Il pittore rappresenta l'acrobata con un ardito scorcio dal basso, come se la stessimo osservando piegando il collo in su mentre ella si fa sollevare. La donna piega con eleganza le gambe e le braccia, richiamando le linee del soffitto e legando, da un punto di vista compositivo, la figura con lo sfondo. Per realizzare il giusto scorcio Degas faticò parecchio, come hanno dimostrato i raggi X, arrivando poi a farsi aiutare da un disegnatore professionista (come fu ricordato dal pittore Walter Sickert). Altri pentimenti si notano nelle gambe della donna, che hanno striature come se indossasse delle calze: in realtà essa si esibiva a gambe scoperte e i segni non sono altro che le tracce dell'abitudine di Degas di cancellare e rifare in continuazione. L'artista infatti, a differenza dei suoi colleghi impressionisti, non cercava mai di eseguire i dipinti in un'unica seduta, né dipinse all'aria aperta. Creava in loco schizzi con carboncini o pastelli e successivamente realizzava le sue scene in studio. Nonostante l'impressione proposta dall'opera sia quella di una visione fuggevolissima e irripetibile, Degas ha meditato a lungo sulle energie spaziali e compositive dell'opera.
La donna è scarsamente caratterizzata e, a parte i capelli, è difficile stabilirne l'etnia, anche perché la luce scura sotto il tendone ne confonde il colore della pelle. Dopotutto quello che interessava all'artista era la rappresentazione del corpo femminile in movimento, come dimostrava nei suoi ritratti di ballerine e di donne che si asciugano o si pettinano i capelli. Pennellate veloci danno un senso di fresca immediatezza e si confanno al senso di velocità e movimento con cui la donna volteggia in aria. La posizione decentrata della protagonista dichiara apertamente l'influenza delle stampe giapponesi in quei tempi popolari tra la nuova generazione di artisti.